# Phragmanthera vignei
Phragmanthera vignei är en tvåhjärtbladig växtart som beskrevs av Simone Balle. Phragmanthera vignei ingår i släktet Phragmanthera och familjen Loranthaceae. Inga underarter finns listade i Catalogue of Life.